# Madeleine Bourdouxhe
Madeleine Bourdouxhe (* 25. September 1906 in Lüttich; † 17. April 1996 in Brüssel) war eine belgische Schriftstellerin.

## Biographie
Madeleine Bourdouxhe zog 1914 mit ihren Eltern nach Paris, wo sie für die Dauer des Ersten Weltkrieges lebte. Dann kehrte sie nach Brüssel zurück und studierte Philosophie. 1927 heiratete sie einen Mathematiklehrer, Jacques Muller. Die Ehe bestand bis zu seinem Tode 1974. Am Tag des Überfalls der Deutschen auf Belgien im Mai 1940 bekam sie eine Tochter. Sie flüchteten alle drei in ein kleines Dorf bei Bordeaux. Die von der belgischen Exilregierung Hubert Pierlot in London erlassene Anordnung zur Rückkehr aller Flüchtlinge nach Belgien befolgten sie. Die Familie blieb dann bis zum Ende des Zweiten Weltkriegs in Brüssel und Bourdouxhe wurde in der belgischen Résistance aktiv.
Nach dem Krieg war Bourdouxhe regelmäßig in Paris und hatte Kontakt mit Schriftstellern wie Simone de Beauvoir, Raymond Queneau und Jean-Paul Sartre, aber auch zu Malern wie René Magritte und Paul Delvaux. „À la Recherche de Marie“ (1943) war der letzte von ihr veröffentlichte Roman. Mitte der 1980er Jahre wurde Bourdouxhe von der feministischen Literaturkritik wiederentdeckt, was Neuauflagen und Übersetzungen ihres Werkes zur Folge hatte.

## Werke (in Deutsch)
- Vacances. Die letzten großen Ferien. („Vacances“). Piper, München 2003, ISBN 3-492-23880-7[3]
- Gilles' Frau. („La Femme de Gilles“, 1937) Übers. Monika Schlitzer. Piper, München 2002, ISBN 3-492-23549-2 (Doppelband, zus. mit „Suche nach Marie“; einzeln zuerst 1999). Neuaufl. Wagenbach, Berlin 2017
- Auf der Suche nach Marie. („À la Recherche de Marie“, 1943) Übers. Monika Schlitzer. Piper, München 2001, ISBN 3-492-23385-6 (Im Doppelband siehe voriges); wieder Edition Fünf, Gräfelfing 2013
- Wenn der Morgen dämmert. Erzählungen. („Sept Nouvelles“, 1985) Übers. Monika Schlitzer, Sabine Schwenk.[4] Piper, München 1998, ISBN 3-492-22067-3
- Unterm Pont Mirabeau fließt die Seine. Erzählungen. („Sous le Pont Mirabeau“, 1944) Übers. Sabine Schwenk. Piper, München 2001, ISBN 3-492-23352-X

## Verfilmungen
- 2004: Gilles' Frau, Produktion Frédéric Fonteyne, Drehbuch Philippe Blasband
- 2004: Une lumière dans la nuit. Portrait de Madeleine Bourdouxhe. Fernsehfilm RTBF. Produktion Artémis, Realisation Nadia Benzerkri[6]